# 藤倉

株式會社藤倉（日语：株式会社フジクラ）是一家總部位於日本東京都江東區的公司，主要生產電線及光纖。該公司是日經平均指數成份股之一に。藤倉是日本電線三巨頭（住友電工・古河電工・藤倉）之一。藤倉是三井集團成員之一。

## 外部連結
- 官方網站 （页面存档备份，存于）